# Tommy Deogan
Tommy Ankush Deogan, född 3 januari 1979 i Stockholm, är en svensk författare, politiker, och föreläsare mot våld. Hans bror Tony Deogan blev Sveriges första dödsoffer för fotbollshuliganism. Tommys bok Blodsbröder gavs ut den 29 juli 2009, 7 år efter broderns död, på Bokförlaget Bra Böcker. 12 december 2008 tilldelades Tommy ett pris från kampanjen Rör inte min kompis.

## Biografi
Tommy Deogan växte upp i Stockholmsförorten Hallonbergen, Sundbyberg, tillsammans med sin storebror Tony Deogan. Tommy Deogan började använda droger vid 13 års ålder, missbrukade samt levde utanför lagens och samhälles ramar fram till 19 års ålder. Efter en avgiftning på Maria ungdom flyttade han till Rådmansö, utanför Norrtälje och bodde där i ett och ett halvt år. Efter denna period återvände Tommy Deogan till Stockholm och Hallonbergen som drogfri och tog tillfälliga arbeten. Snart fångades Tommy Deogan upp av Tony Antonio och Roger Ticoalu, som hade startat "the Non Violence Project Sweden". Tony Antonio och Roger Ticoalu engagerade Tommy Deogan i arbetet emot våld och i föreläsandet. "The Non Violence Project Sweden" blev Tommy Deogans första riktiga arbete i livet, 21 år gammal. 

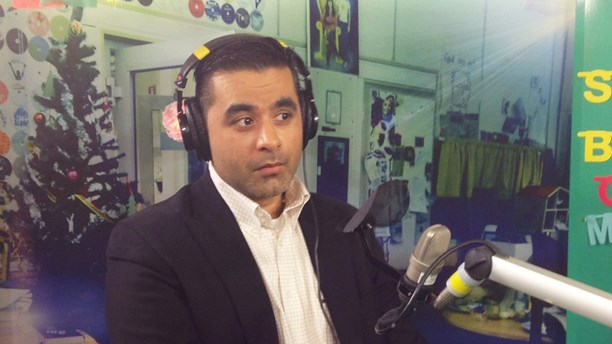
Tommy Deogan besöker Sveriges Radio, P3's "Morgonpasset"

Den 2 augusti 2002 dog brodern Tony Deogan i ett bråk mellan fotbollshuliganer, och i utredningen över den händelsen engagerade sig Tommy Deogan. Han genomförde en sittstrejk mot rättsmedicinalverket efter ett preliminärt utlåtande där dödsfallet sades bero på en "naturlig död", vilket under sittstrejken kom att ändras till "mord". Ett år senare, den 11 september 2003, engagerade han sig igen efter åklagarens nedläggning av mordutredningen på grund av "bristande bevis". 
Han kom ut med sin andra bok, "Män av våld - om Svenska huliganer" i september 2011.. I november 2014 släppte Tommy Deogan sin tredje bok och första roman, som gavs ut på EA Förlag - "Hallonbergen - Era lagar, våra regler!"  
2013 engagerade sig Tommy Deogan politiskt för Centerpartiet inför det svenska riksdagsvalet 2014 och röstades in som suppleant i Stockholms läns landstings fullmäktige. Tommy Deogan tillträdde 1 jan 2015 som suppleant i Rinkeby-Kista Stadsdelsnämnd, som första Centerpartist i Stadsdelsnämnden. Deogan tillträdde även som ordinarie ledamot i Programberedningen, Folkhälsa & Psykiatri - Stockholms läns landsting för Centerpartiet. 10 november 2015 fick Tommy Deogan anställning på Sverigedemokraternas partikansli i riksdagen.

## Facklitteratur
- "Män av våld - om Svenska huliganer", 2011, ISBN 978-91-7002-920-2
- "I dödens väntrum", 2008, ISBN 9789173891387